# Afroneta fulva
Afroneta fulva là một loài nhện trong họ Linyphiidae.
Loài này thuộc chi Afroneta. Afroneta fulva được Merrett miêu tả năm 2004.